# Plectocomia
Plectocomia es un género con 16 especies de plantas con flores perteneciente a la familia  de las palmeras (Arecaceae).  
Es originario de Asia desde el este del Himalaya hasta Malasia.

## Taxonomía
El género fue descrito por  Mart ex Schult. & Schult.f.  y publicado en Systema Vegetabilium 7: 1333. 1830.
Etimología
Plectocomia: nombre genérico que deriva de las palabras griegas: plectos = "trenzado" y ven = "pelo"", en referencia a  las ramas de la inflorescencia.

## Especies seleccionadas
- Plectocomia assamica
- Plectocomia barthiana
- Plectocomia billitonensis
- Plectocomia bractealis
- Plectocomia cambodiana
- Plectocomia crinita